# Vellozia jolyi
Vellozia jolyi är en enhjärtbladig växtart som beskrevs av Lyman Bradford Smith. Vellozia jolyi ingår i släktet Vellozia och familjen Velloziaceae. Inga underarter finns listade.